# Porta Nova de Bisagra
A Porta Nova de Bisagra (em espanhol: Puerta Nueva de Bisagra), também conhecida simplesmente como Porta de Bisagra, é uma porta monumental de acesso, localizada na muralha da cidade de Toledo, na Espanha. Atualmente, é a principal entrada da cidade.

## História
A porta foi construída pelos árabes, e se chamava Bab-Shagra. Em torno do ano de 1550, o imperador Carlos V manda reformar e ampliar a porta, pois era estreita e não cabia a passagem de pedestres e de veículos à cavalo. Torrijan Alonso de Covarrubias foi contratado para realização das obras, e que se inspirou no estilo de arquitetura renascentista.
No ano de 1934, foram derrubadas as casas que eram anexadas a porta, e construíram mais duas entradas, próxima a Porta de Bisagra, para a passagem de veículos. Essas obras foram financiadas pelo Conde de Romanones, com um custo de 183.000 pesetas. Após um longe período de chuvas, que ocorreu em 1946, a torre da direita da porta colapsou, no dia 12 de abril daquele ano. Em 1958, foi instalada uma estátua do imperador Carlos V.

## Arquitetura
A porta foi reconstruída em estilo renascentista. Em sua fachada externa há uma grande porta com verga em arco triunfal, com silhares almofadados; acima do arco há um brasão da cidade imperial, e acima do brasão há um frontão triangular com a representação do anjo Custódio segurando uma espada para o alto, este é o anjo guardião da cidade; duas torres semicirculares ladeiam a porta, e em cada torre há a representação de um rei sentado.
Na fachada interna, há uma porta com verga em arco semicircular; A porta é ladeada por duas torres quadradas com pináculo em cerâmica na cobertura; em uma das torres está o brasão de armas do imperador Carlos V. Entre portas há um pátio, que era parte da antiga Plaza de Armas, e há uma estátua de Carlos V.

## Lenda
Há uma lenda em Toledo sobre o anjo Custódio que está instalado no topo da Porta de Bisagra. Diz a lenda que a peste queria entrar na cidade de Toledo, e o anjo Custódio fez um acordo com a peste, que a deixaria passar se somente levasse a morte sete cidadãos de Toledo. Quando a peste foi embora, o anjo Custódio se indignou com a quebra de promessa da peste, que matou sete mil cidadãos. A peste retrucou, dizendo que manteve a promessa de matar somente sete pessoas, e que as outras pessoas morreram devido ao medo e apreensão.
Esta lenda surgiu pela primeira vez em 1919, em uma publicação do arqueólogo Castaños y Montijano na Revista Toledo. E se consolidou através do professor Ismael del Pan, que publicou sobre a lenda em seu livro "Folklore toledano".